# Curimopsis uralensis
Curimopsis uralensis is een keversoort uit de familie pilkevers (Byrrhidae). De wetenschappelijke naam van de soort is voor het eerst geldig gepubliceerd in 1992 door Putz.